# Герасимчук Володимир Володимирович
Володи́мир Володи́мирович Герасимчу́к (* 13 червня 1974, місто Київ) — український політик. Народний депутат України VI скликання.

## Освіта
Київській державний інститут культури (1996), економіст-організатор соціально-культурної сфери. Українська академія державного управління при Президентові України (2002), магістр державного управління.

## Трудова діяльність
- 1996 — 1998 — спеціаліст першої категорії Головного управління культури.
- 1998 — 2006 — начальник Управління міжнародних зв'язків Київської міськдержадміністрації.
- 2006 — 2007 — помічник-консультант народного депутата України.

З 23 листопада 2007 до 12 грудня 2012 народний депутат України від Блоку Литвина, № 17 в списку, член Трудової партії України. Член фракції «Блок Литвина» (з листопада 2007), заступник голови Комітету у справах пенсіонерів, ветеранів та інвалідів (з грудня 2007).

## Родина
Батько Володимир Андрійович (1937), мати Валентина Іванівна (1944).
Одружений

## Нагороди
Заслужений працівник культури України.